# アルコー延命財団
アルコー延命財団（アルコーえんめいざいだん、英語: Alcor Life Extension Foundation）は、人体冷凍保存（クライオニクス、英語: Cryonics）の研究、実行を目的としたアメリカ合衆国の非営利団体である。名前の由来は北斗七星の一つ、ミザールのすぐそばにある暗い星、アルコル。

## 概要
現在はアリゾナ州スコッツデールに存在する。現在の理事はラルフ・マークル。
将来クローン技術が確立されたり、遺体からの蘇生技術が開発されることを期待して、液体窒素による超低温下でヒトの遺体を冷凍保存している。
その目的から設立以来、法学、法医学、宗教、倫理など様々な立場から批判や擁護を受け、遺体を巡っては裁判ざたになることもあるなど、アメリカ国内外において論争の絶えない団体である。

### 歴史
1972年、アメリカ合衆国カリフォルニア州でチェンバリン夫妻（en:Fred and Linda Chamberlain）によってAlcor Societyとして設立された（彼らはクライオニクスにおけるパイオニアとして知られている）。1977年に現在の名称へ変更された。
設立当初、ダイレクトメールを送ったりセミナーを開催したりして人々に人体冷凍保存を世に宣伝し、1976年7月16日、初の人間の冷凍保存を行った。
当初はメンバーの獲得に苦戦し、1985年にはメンバーは50人を数えるのみであったが、世間に周知されるにつれ増加し、1990年までに300人を超えるほどになった。メンバーの増加により施設が手狭になったこと、またカリフォルニア州に多い地震の心配を受け、1993年に財団施設はアリゾナ州スコッツデールに移された。
2010年7月31日現在、924名のメンバーを有し、テッド・ウィリアムズなどの著名人含む98体の遺体を冷凍保存している。
2009年10月2日、元施設役員のラリー・ジョンソンが告発本『フローズン』（日本語訳『人体冷凍 不死販売財団の恐怖』、渡会圭子訳、講談社、2010年）を出版し、冷凍保存されたテッド・ウィリアムズの頭部を野球の練習に使うなどという同僚職員の蛮行や杜撰な遺体管理と、未来の科学技術なら遺体が復活できることを信じる職員たちのカルトな雰囲気を告発している。

## 人体冷凍保存

### 保存の過程
メンバー登録している人物の死期が近いと連絡を受けると、スタッフが自宅など本人の傍らに待機し、医師の死亡宣告を以て冷凍保存のプロセスが開始される。これは、保存過程の性質上、死後に連絡していては間に合わないためである。また、後々の法的争いを避けるため、メンバーは病院に入院することは少ない（下記のドーラ・ケントがその例である）。
まず遺体は氷水に全身を浸され、人工呼吸装置によって心臓と肺の運動、血液の循環、呼吸が人工的に行われる（意識が回復するわけではなく、またそれを確認する術もない）。そして体内には静脈などにあらゆる抑制剤と麻酔薬が注入され、臓器や脳の保存が図られる。その間、同時進行的に死後数分の間に体温を数度にまで低下させ、身体の保全を図る。この状態で遺体は専用の容器に移され、財団施設まで送られる。
施設到着後、体内の血液を全て抜かれ、保存液が体内に循環するよう注入される。最終的に液体窒素により-196℃に保たれ、（財団、故人の主張では蘇生されるまで）半永久的に施設内に保存されることとなる。

### 費用
人体を冷凍保存するには、本人が財団の登録メンバーとなり年会費を払う必要がある。年会費は冷凍保存をした後（つまり死後）も払う必要があり、生命保険などを充てる者もいる。冷凍保存のプロセスそのものには全身保存で約15万ドル、頭部のみの保存で約8万ドルかかる。冷凍保存の費用に関しては、ライバル企業（団体）と目されるクライオニクス研究所は約2万8000ドルという価格を設定している。

## 論争

### ドーラ・ケント
1987年、医師たちが制止するなか、ソール・ケントは入院していた危篤の母親ドーラ・ケントを病院から運び出し、財団の施設へと向かった。施設到着後に死去したドーラは頭部のみが冷凍保存された。
その後、息子のソールはドーラの胴体を火葬しようとしたが、医師の死亡診断書がなかったため（ドーラの死去する際に医師が立ち会っていなかった）、公衆衛生局から火葬の許可が降りなかった。このことから衛生局が問題視し、ドーラの胴体は検死解剖が行われることになった。解剖の結果、ドーラの胴体からはバルビツール酸の睡眠薬が摘出されたことにより、この薬がドーラの生前と死後のいつ処方されたものであるかを巡って事態が事件化した。薬が投与されたのが生前であれば、それはつまりドーラが殺害された可能性があるためである。
事件の解明のため、検事はアルコーに対して頭部の検死を要請したが、これに対し財団は、薬は彼女の死後に投与されたものであると主張した（アルコーHP内のDora Kentに関する文章）。そして故人の遺志に背くものとしてアルコーは頭部の提供を拒否したため、検事側は強制捜査へと踏み切り、事件は大問題と化した。警察の捜査にもかかわらず、ドーラの頭部は発見されることはなかった。後日、財団が検察と警察を裁判所へ訴えた結果、カリフォルニア州の法律により、個人の意思が明確である場合はそれを尊重するべきと判断され、両者は財団への捜査を禁じられた。
結局、殺人容疑に関しては証拠不十分として、ドーラの胴体は火葬されることとなった。また、息子のソールは自身も人体冷凍保存の研究者であった。
この一件により、アルコーのアメリカ国内での知名度が上がり、大きな論争が巻き起こることとなった。

### テッド・ウィリアムズ
アルコーが注目を浴び、海外にまでその名を知られることとなったのが、打撃の神様と呼ばれたメジャーリーガー、テッド・ウィリアムズの遺体を巡る一連の事件である。
2002年7月5日、テッド・ウィリアムズが死去した直後、財団の施設に運ばれ、防腐処理の後、冷凍保存処置を施された。
数日後、長男のジョン（テッドの3番目の妻との子）はテッドの葬式も埋葬も行わずに冷凍保存したと発表。これは故人の意思であることを強調した。しかし、長女のボビージョー（テッドの最初の妻との子）はこれに反対し、同年9月通常の葬式及び埋葬を行うよう裁判所にジョンを訴えた。
裁判では、1997年に書かれた遺書（本人の署名入りで「フロリダの海に遺灰を撒くように」と書かれていた）と2000年に書かれた冷凍保存の同意書のどちらが故人の意志をより反映しているかが争われた。一審では、冷凍保存の同意書がいちばん遅くに表明された故人の意志であるとして、ジョンが勝訴した。ボビージョーは再審を請求し、再審ではテッドが意識朦朧状態であったにもかかわらずいかにして同意書にサインしたのか、多額の負債を抱えていたジョンはテッドのDNAを売ろうとしているのではないか、などの主張を行った。
過去に例のない裁判は混迷を極めたが、アルコーが裁判所に「冷凍保存自体は頭部だけでも可能」と申し入れたこともあって、頭部と胴体と切り離し、頭部は引き続き保存し、胴体は海へ散骨、という判決が下された。なお、ジョンは数ヵ月後に急性白血病により死去し、本人の希望により、父親と同じく冷凍保存された。